# Standard Building (Cleveland)
El Standard Building (originalmente Brotherhood of Locomotive Engineers Cooperative National Bank Building y más tarde el Standard Bank Building) es una torre de oficinas de gran altura ubicada en la esquina suroeste de Ontario Street y St. Clair Avenue en el centro de Cleveland, Ohio. Con una altura de 86 metros, fue el segundo edificio más alto de Cleveland cuando se completó en 1925. Tres de sus cuatro lados están revestidos de terracota de color crema con un motivo recurrente de estrellas. La cara sur, que puede verse desde la Public Square, no tiene adornos ni ventanas. Fue diseñado por los arquitectos Knox y Elliot, y fue construido por 7 millones de dólares. Fue construido por la Hermandad de Ingenieros de Locomotoras y Ferroviarios que sus fueron propietarios hasta 2014, cuando se lo vendieron a Weston, Inc.

## Historia
Durante la Gran Depresión, Standard Bank tuvo dificultades financieras y fue vendido por BLE. Se fusionó con otros dos bancos de Cleveland en 1930, formando Standard Trust Bank. Este banco quebró posteriormente en 1931 y sus activos fueron liquidados. Desde la Segunda Guerra Mundial hasta julio de 1967, el vestíbulo del banco sirvió como una estación de inducción (después de 1965, conocida como Estación de Inspección y Entrada de las Fuerzas Armadas) para el Ejército de los Estados Unidos. En la década de 1940, albergó el Cleveland College, un campus en el centro de la Universidad Case de la Reserva Occidental, y fue el último edificio de ese campus.
Al este, al otro lado de la calle Ontario, se encuentra el Marriott at Key Center, construido en el sitio del emblemático Engineers Building, que el BLE vendió en 1988 para su urbanización y se trasladó al Standard Building. Al norte, al otro lado de St. Clair Avenue, se encuentra el Centro de Justicia del Condado de Cuyahoga. La Iglesia Old Stone linda con su lado sur.
Actualmente es el 21° edificio más alto de Cleveland. Fue designado como un hito de Cleveland en 1979. En 2007, el límite del Distrito Histórico de Euclid Avenue se incrementó para incluir el edificio, entre otras estructuras. En 2014, fue comprado por Weston, Inc. por 3,9 millones de dólares, y en enero de 2017 se está convirtiendo en un edificio de apartamentos.